# Ammann Group

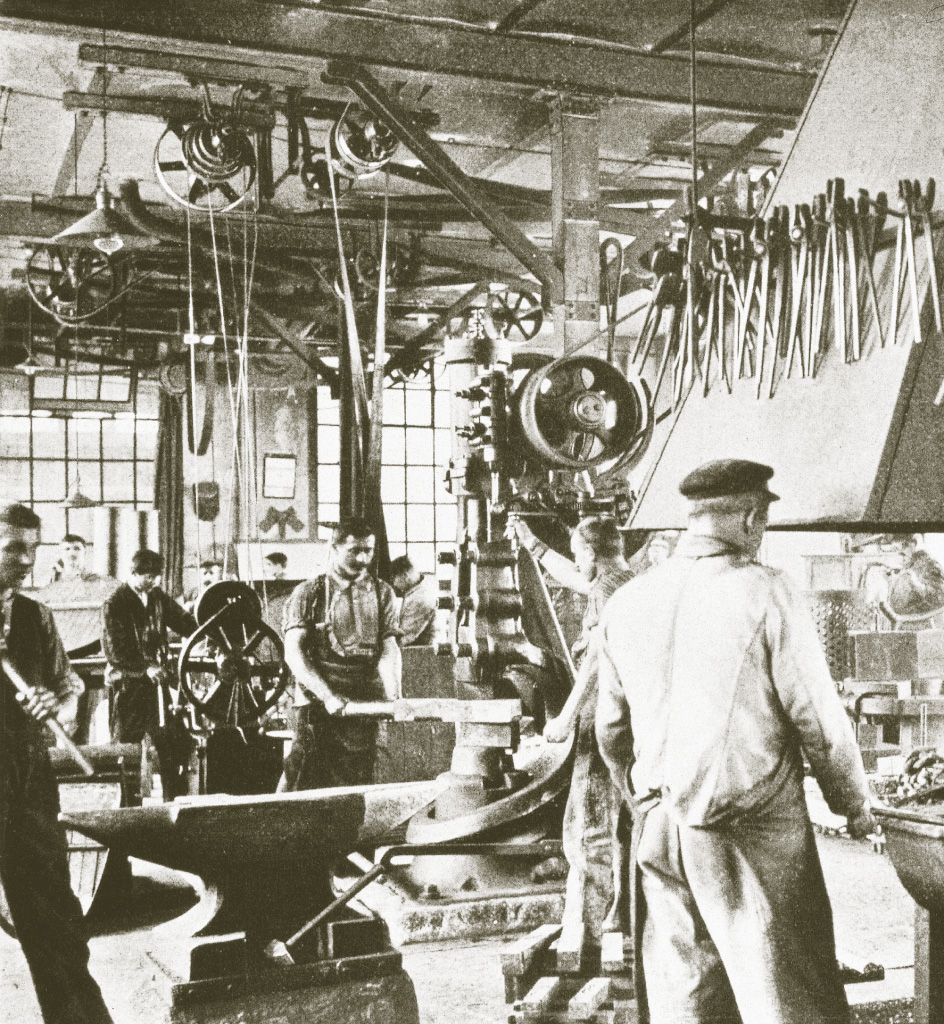
Premier site de production à Madiswil.

Ammann Group est une entreprise suisse fabriquant des engins de chantier.

## Histoire
De 1990 à son élection au Conseil fédéral en 2010, son président était Johann Schneider-Ammann.
En 2012, l'entreprise emploie 3 400 personnes générant un revenu de 960 millions de francs suisses.

## Lieux de production
Ammann produit dans les lieux suivants :
- Brésil, Gravataí
- Chine, Shanghai
- Allemagne, Alfeld (Leine), Ettlingen et Hennef
- Inde, Ahmedabad
- Italie, Verona
- Suisse, Langenthal
- Tchéquie, Nové Město nad Metují

## Galerie d'images

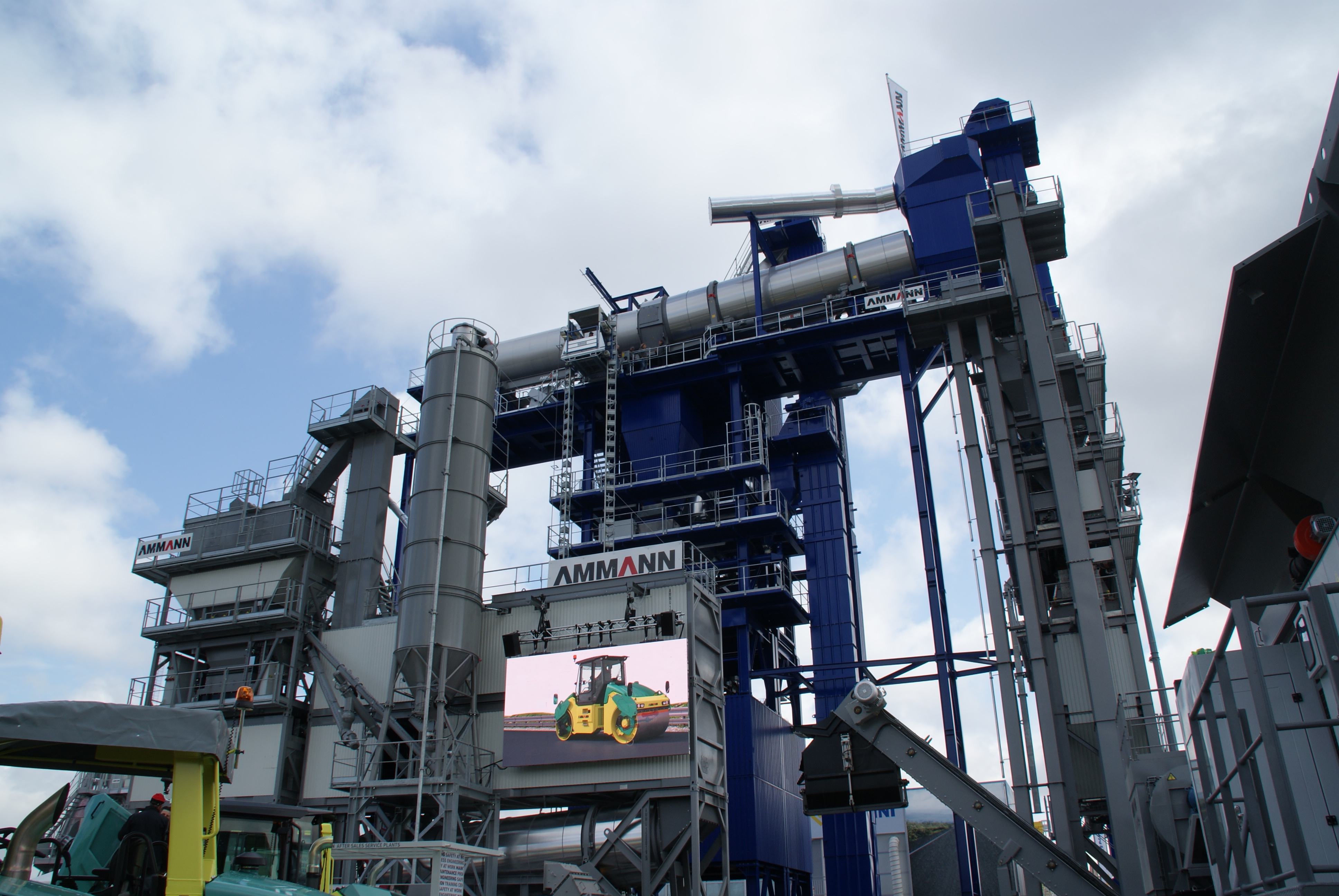
Production d'asphalte
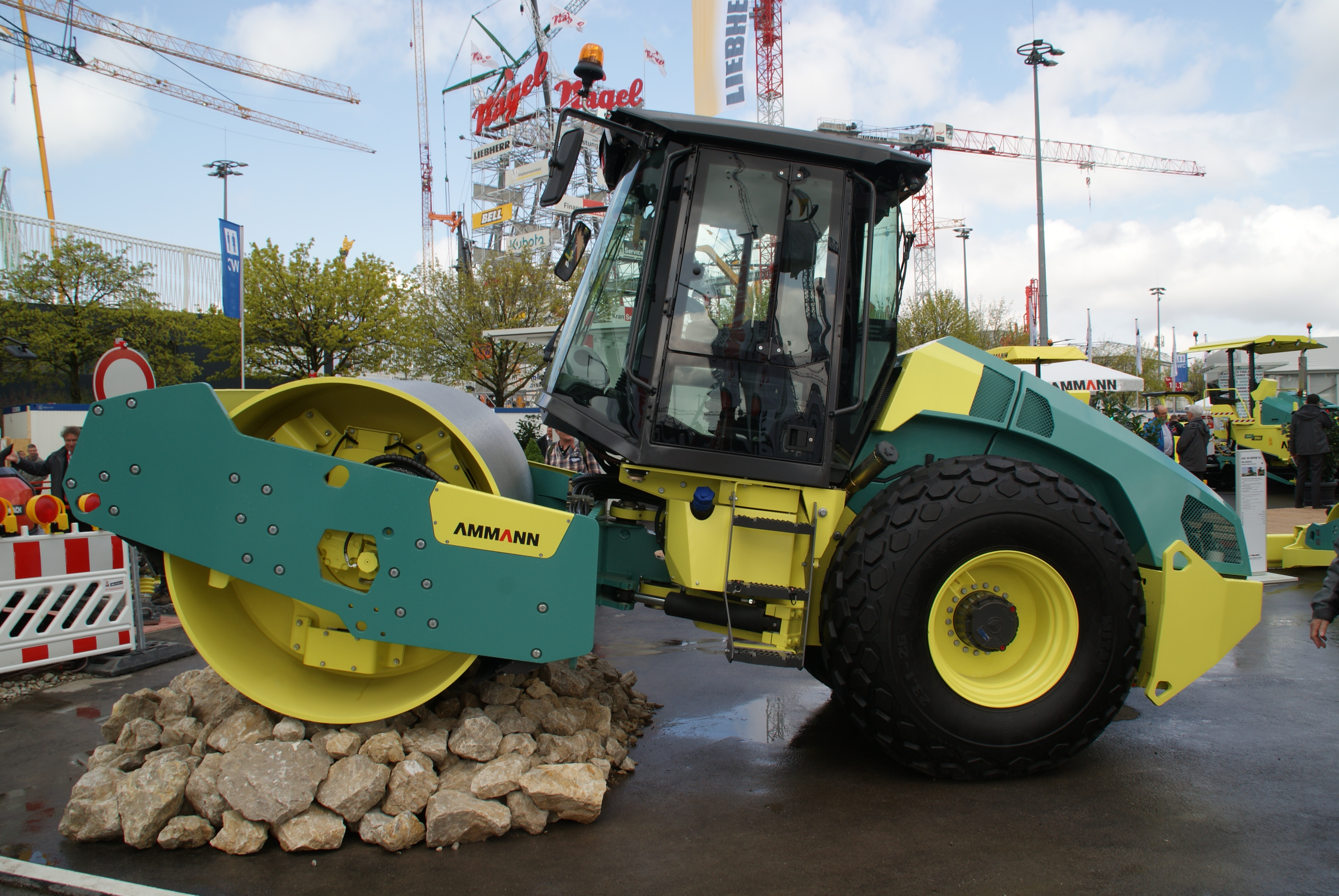
Rouleau compresseur lisse
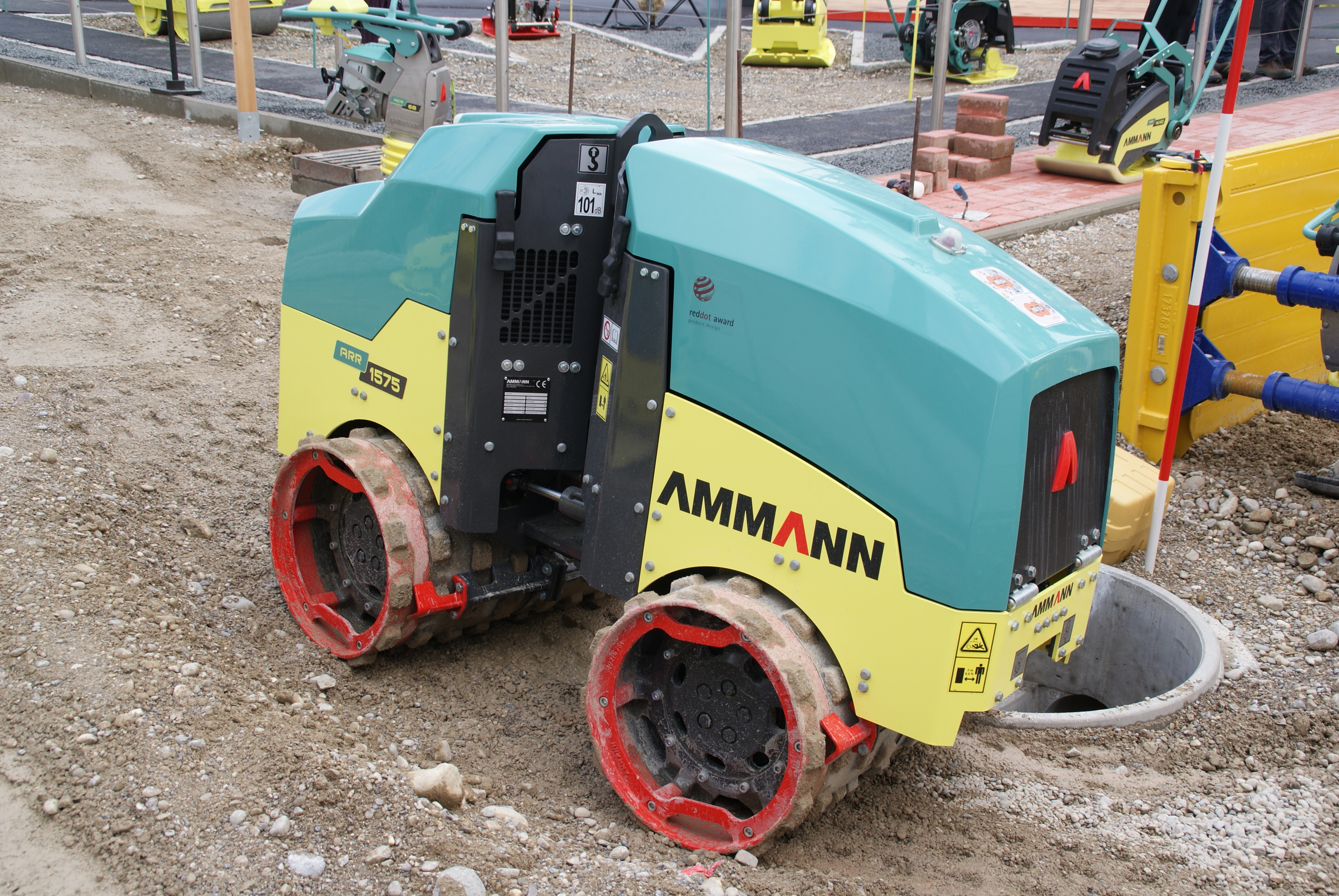
Petit rouleau compresseur
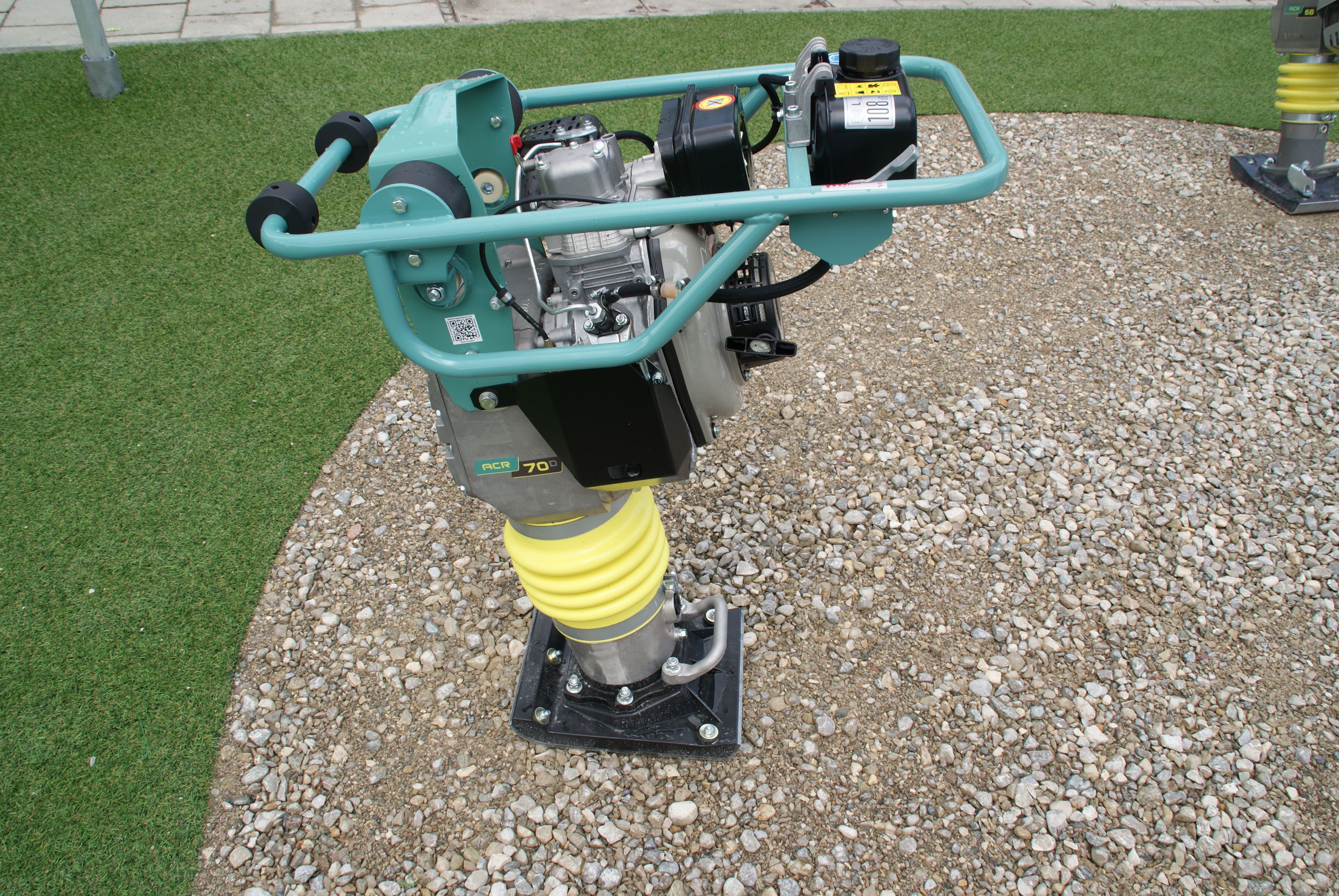
Compacteur portatif
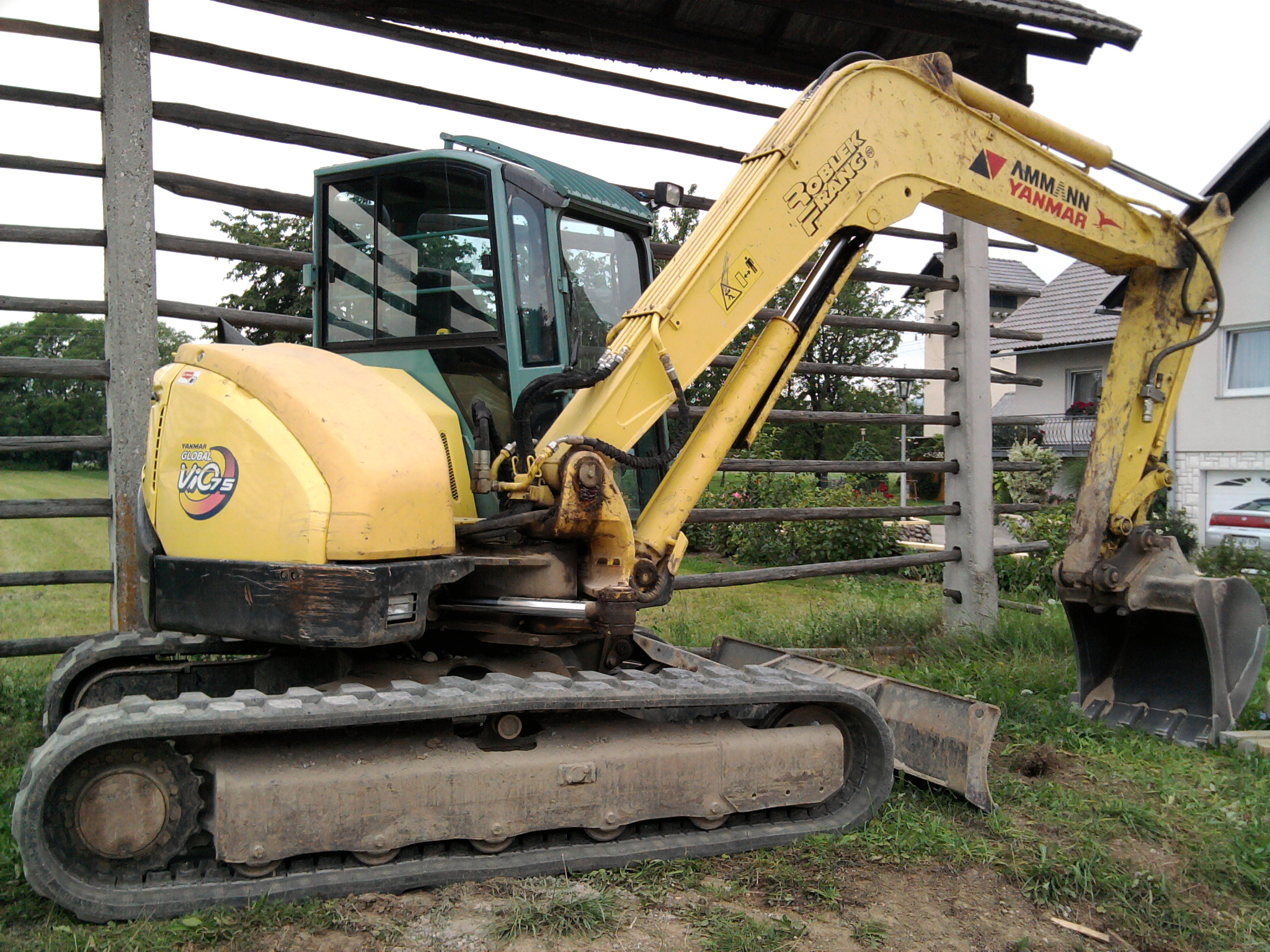
Pelleteuse
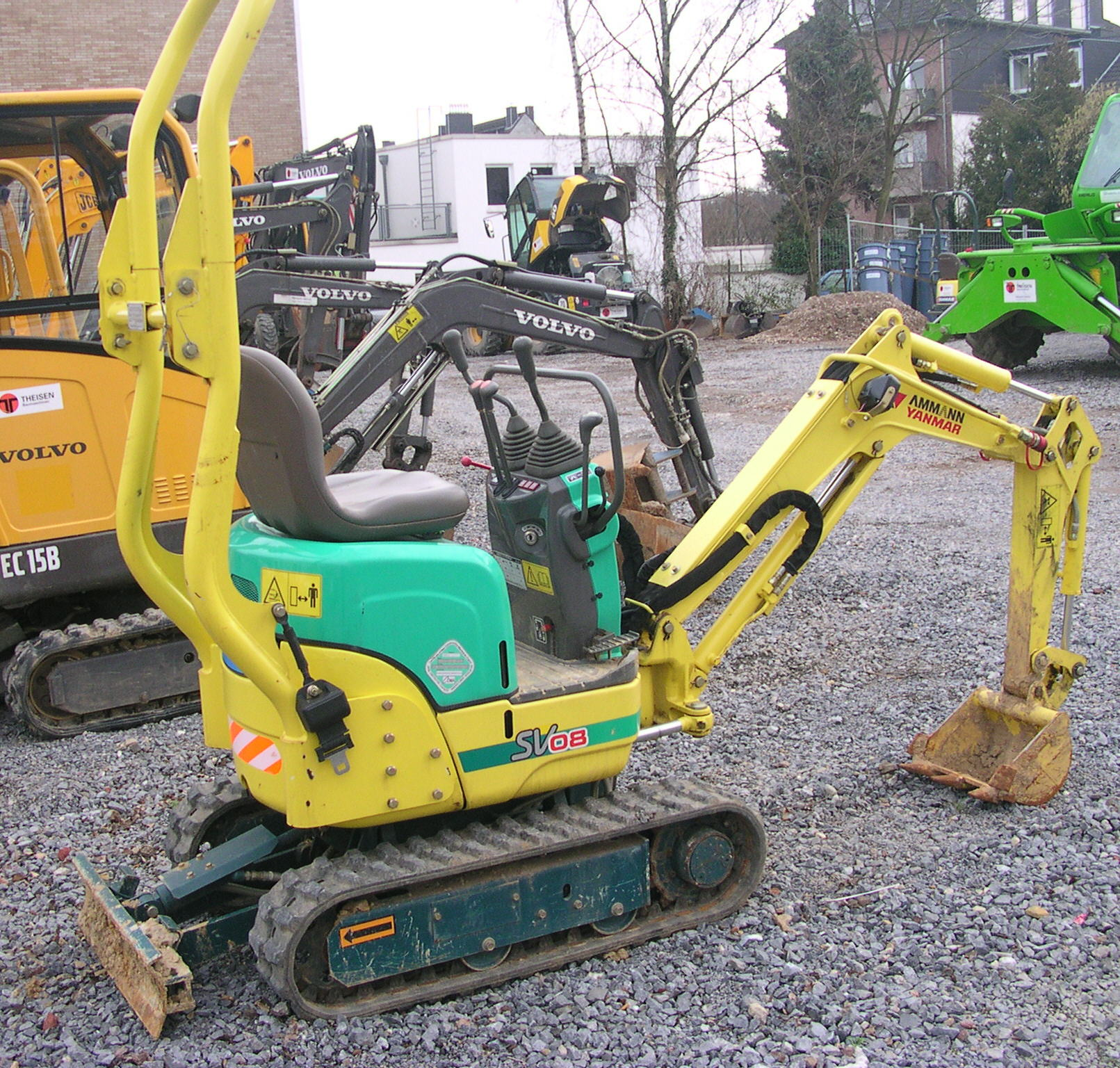
Minipelle
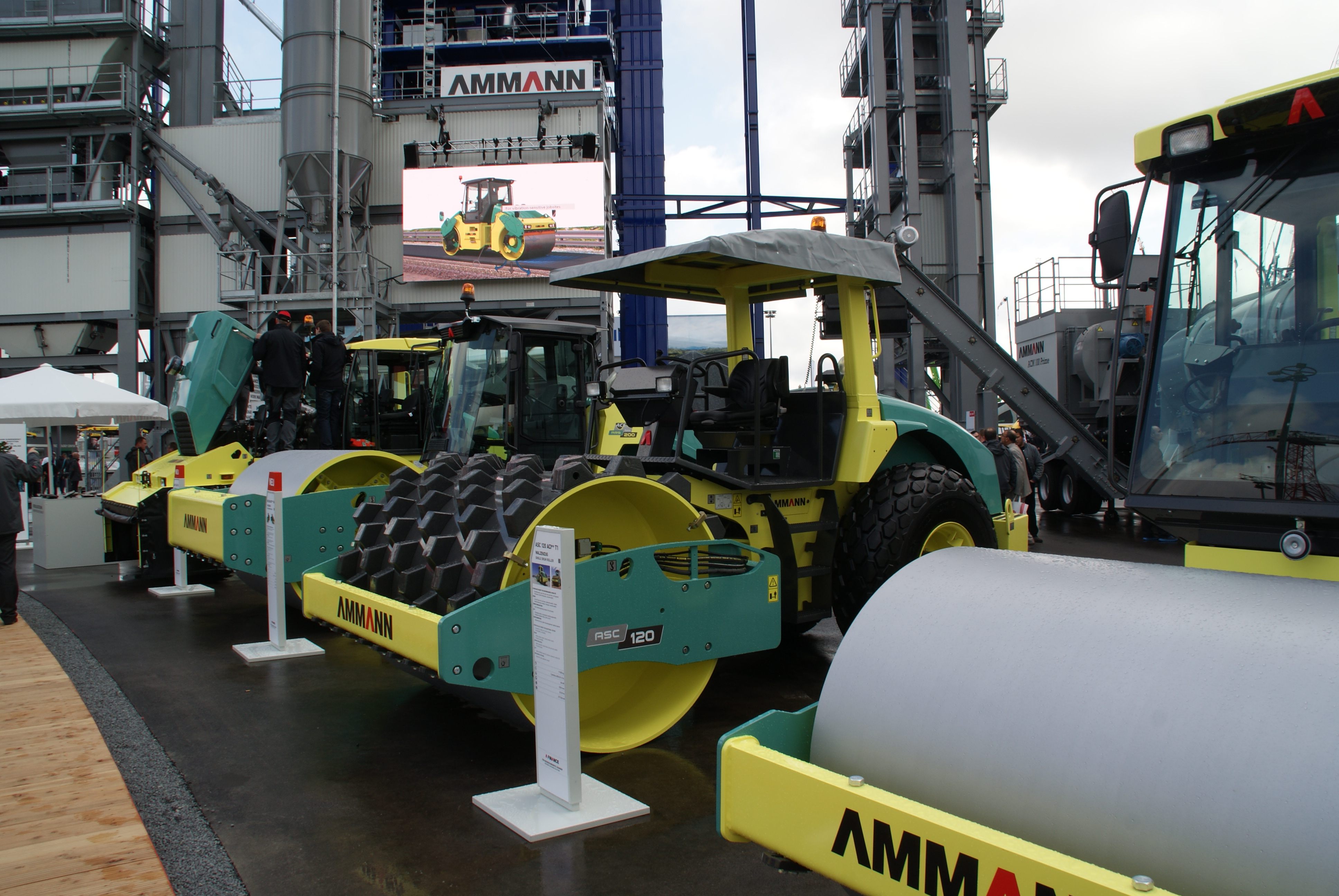
Rouleau compresseur à pieds de mouton
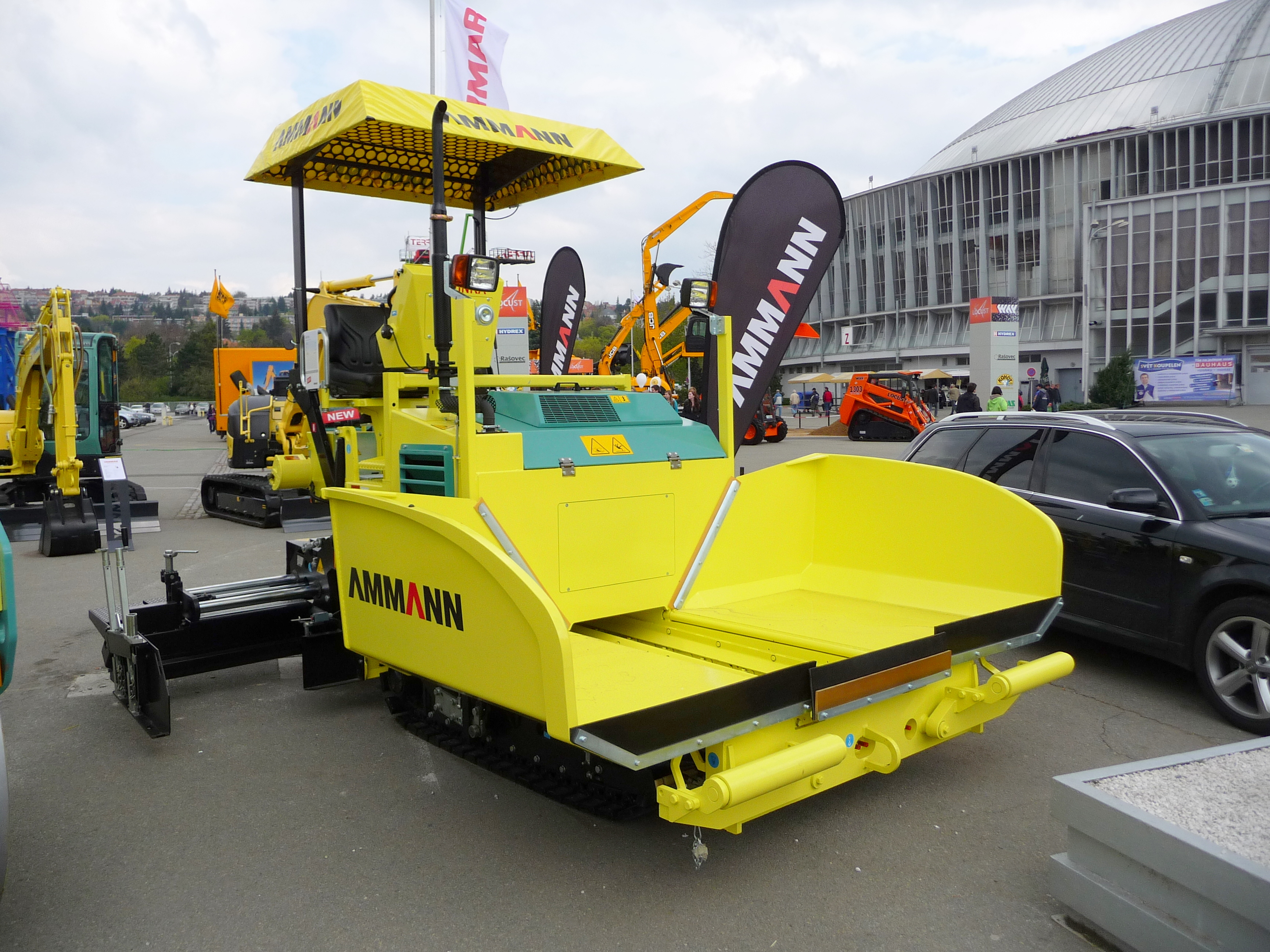
Finisseur